# Levana Finkelstein
Levana Finkelstein (Hebreeuws: לבנה פינקלשטיין) (Sofia, 21 september 1947) is een Israëlisch actrice en beeldhouwer.
Finkelstein werd geboren in Sofia, de hoofdstad van Bulgarije. Na de Israëlische onafhankelijkheidsverklaring van 1948 verhuisde de 1-jarige Finkelstein met haar ouders naar Israël. Haar kindertijd bracht ze door in Tel-Aviv-Jaffa. Ze studeerde aan de toneelschool Beit Zvi in New York. Haar filmdebuut maakte ze in de dramafilm Margo Sheli uit 1969, geregisseerd door Menahem Golan. In 2009 ontving ze de Israëlische filmprijs, Ophir Award, voor beste vrouwelijke bijrol voor haar rol van Mona in Sharon Maymon en Erez Tadmor's sportkomedie Sumo - A Matter of Size.
Als beeldhouwer maakt ze bronzen sculpturen. In 2005 werden haar figuren, die de bilaterale vriendschap tussen Bulgarije en Israël symboliseren, in Sofia geïnstalleerd in de tuin van het Bulgaarse ministerie van Buitenlandse Zaken.

## Filmografie (selectie)
| Jaar | Titel              | Rol           |
| ---- | ------------------ | ------------- |
| 1969 | Margo Sheli        | Margo         |
| 1972 | I Love You Rosa    | Jamila        |
| 1978 | Rocking Horse      |               |
| 2005 | The Mechanik       | Mary Abramoff |
| 2006 | Aviva, My Love     | Violette      |
| 2009 | A Matter of Size   | Mona Mesika   |
| 2014 | Mita Tova          | Levana        |
| 2015 | The Farewell Party |               |